# هانس باومان (كاتب)
هانس باومان (بالألمانية: Hans Baumann)‏ هو كاتب للأطفال وكاتب أغاني ومترجم وكاتب وشاعر ألماني، ولد في 22 أبريل 1914 في آمبرغ في ألمانيا، وتوفي في 7 نوفمبر 1988 في مورناو أم شتافلزي ‏ في ألمانيا.

## وصلات خارجية
- هانس باومان على موقع ميوزك برينز (الإنجليزية)
- هانس باومان على موقع ديسكوغز (الإنجليزية)